# Anisognathus (Aves)
Pour les articles homonymes, voir Anisognathus.
Genre
Anisognathus est un genre de passereaux de la famille des Thraupidae, comportant 5 espèces de Tangaras.

## Liste des espèces
D'après la classification de référence du Congrès ornithologique international (ordre phylogénique) :
- Anisognathus melanogenys (Salvin et Godman, 1880) — Tangara des Santa Marta
- Anisognathus lacrymosus (Du Bus de Gisignies, 1846) — Tangara larmoyant
- Anisognathus igniventris (Orbigny et Lafresnaye, 1837) — Tangara à ventre rouge
- Anisognathus somptuosus (Lesson, 1831) — Tangara à nuque jaune
- Anisognathus notabilis (P. L. Sclater, 1855) — Tangara à menton noir

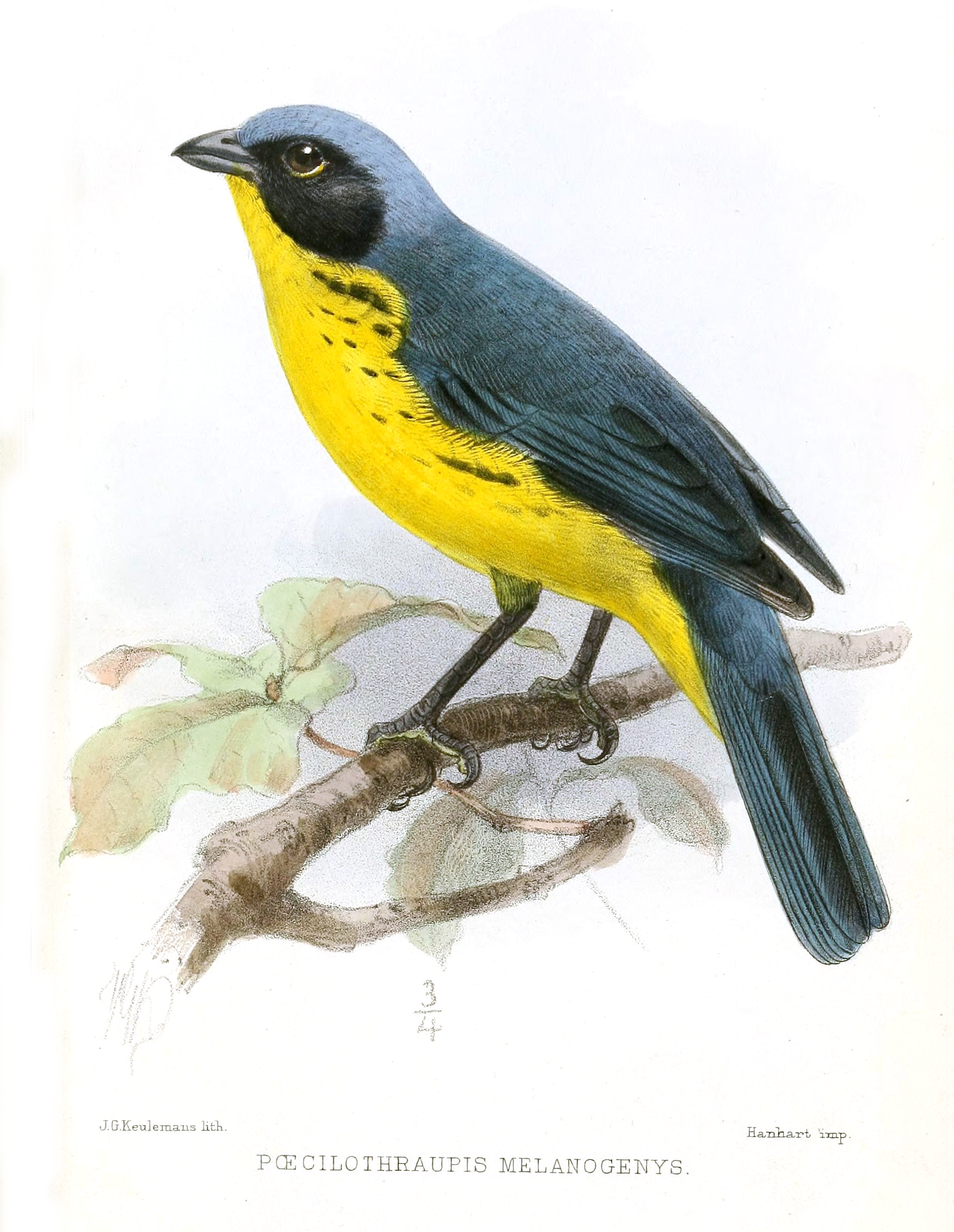
Anisognathus melanogenys
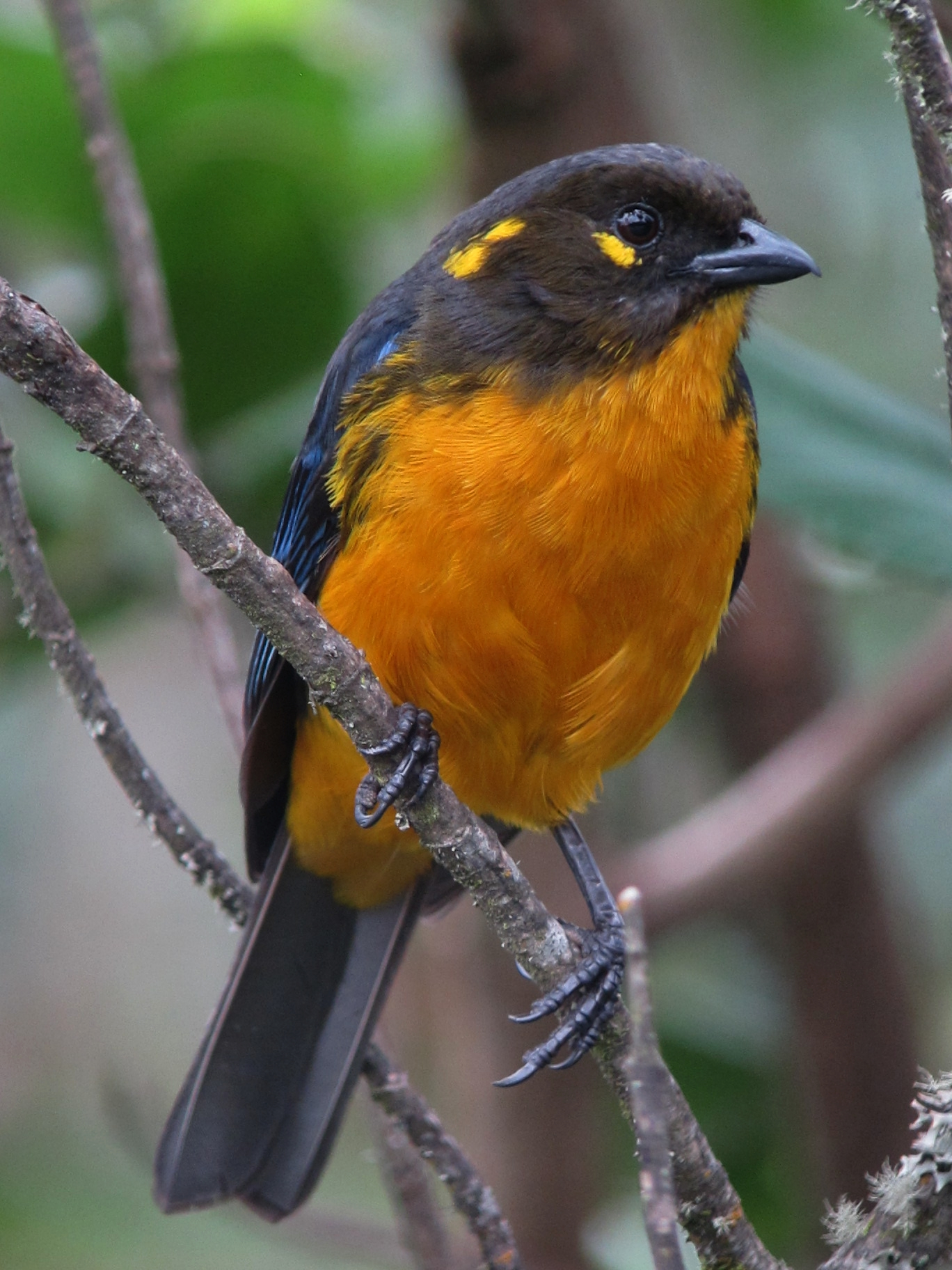
Anisognathus lacrymosus
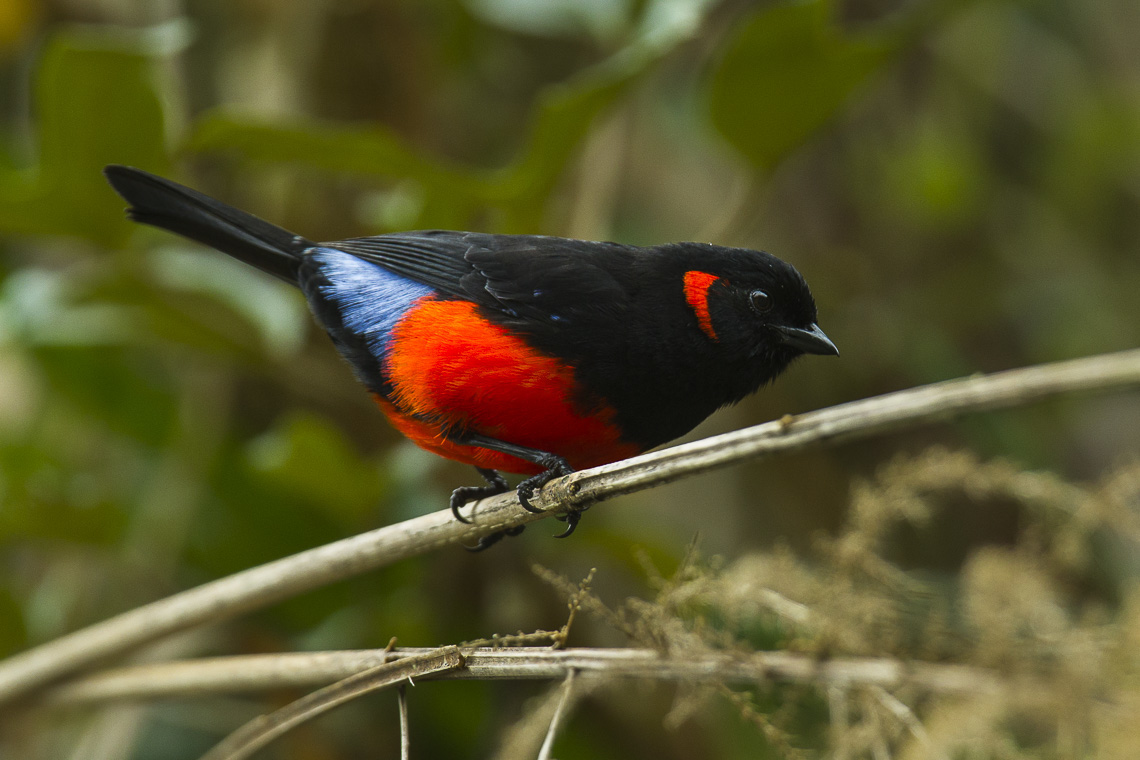
Anisognathus igniventris
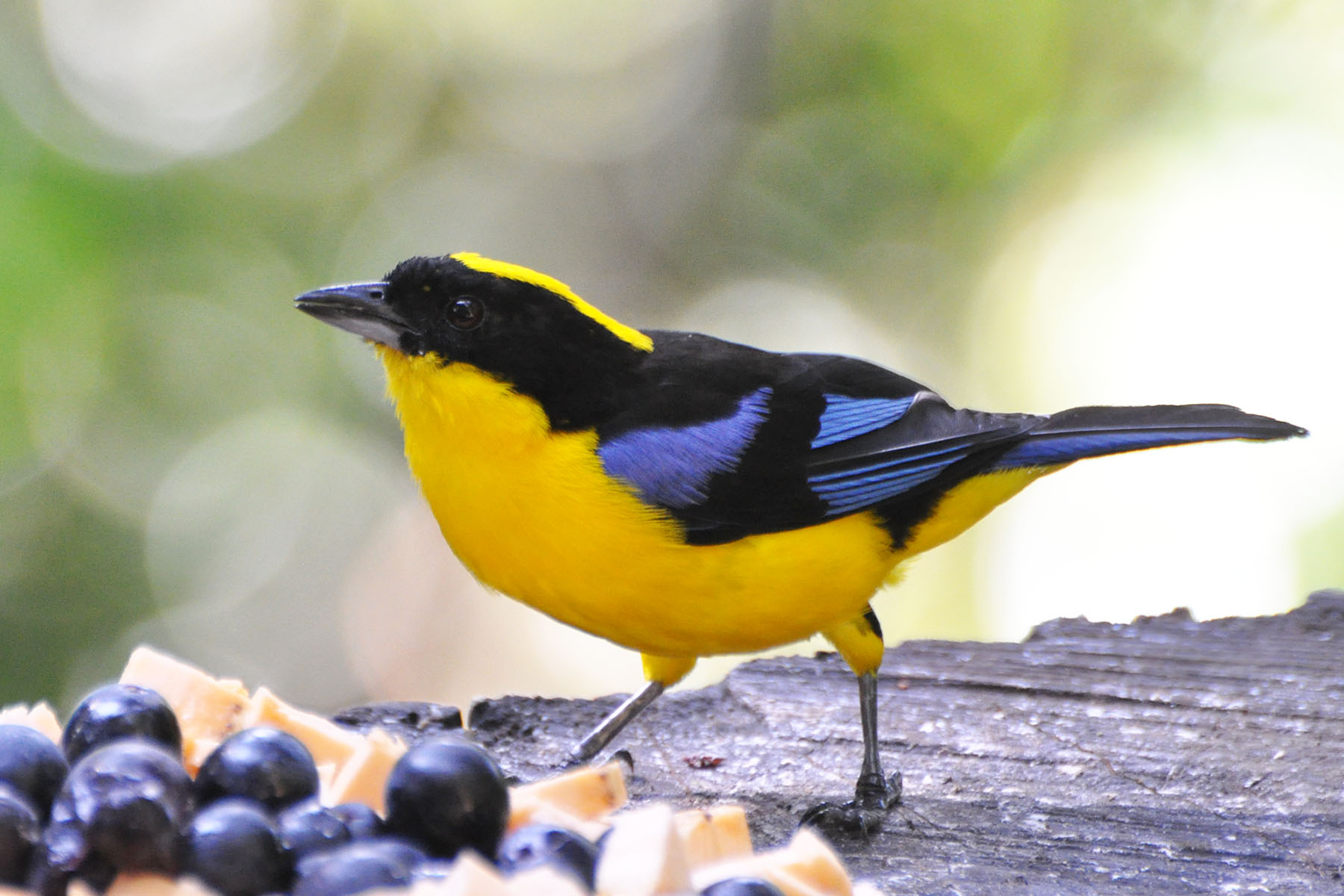
Anisognathus somptuosus
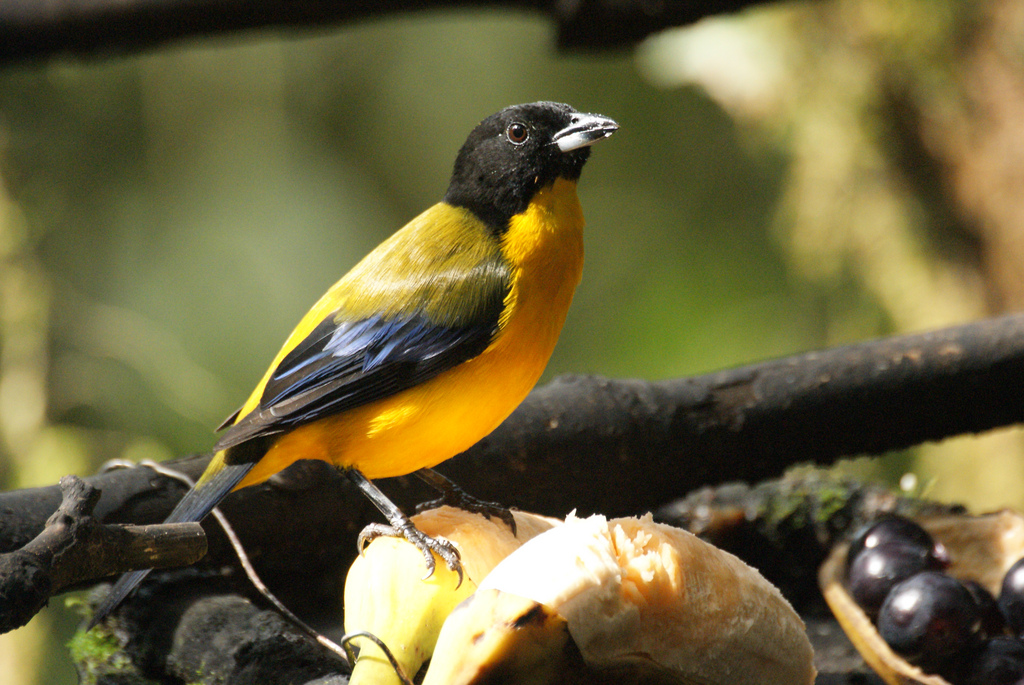
Anisognathus notabilis